# Klášter školských bratří (Litoměřice)
Klášter Kongregace školských bratří existoval v Litoměřicích v letech 1899-1903.

## Historie
Roku 1894 založil v Litoměřicích kanovník kapituly sv. Štěpána Josef Kovář (tehdy spirituál semináře) první studentský konvikt zvaný Johanneum, který měl zprvu jen osm studentů. Do roku 1902 vzrostl na 45 studentů s plným zaopatřením žijících ve čtyřech domech. Připravovali se na střední školy, nižší odborné školy a na studium ve škole pro ředitele kůru. V roce 1899 převzali vedení ústavu školští bratři, kteří byli roku 1903 vystřídáni marianisty.